# City of London Corporation

Brasão da City of London

A City of London Corporation (oficialmente Mayor and Commonalty and Citizens of the City of London) é o órgão municipal da Cidade de Londres. Ela exerce controle apenas sobre a cidade (o "Square Mile", assim chamado pela sua área). Tem três objetivos principais: promover os negócios da cidade como a líder mundial financeira internacional e de centro de negócios, para proporcionar uma elevada qualidade dos serviços públicos locais, e para fornecer uma gama de serviços adicionais para o benefício da Cidade de Londres.
A City of London Corporation, inclui o Prefeito, a Corte de Vereadores, e a Corte do Conselho Comum. A legislação da nação torna muitas vezes disposição especial para a Cidade de Londres estão consagrados na Carta Magna cláusula 9 - conforme enumerada em 1297 - e, juntamente com as cláusulas 1 e 29, permanece em estatuto. 
A Cidade de Londres geralmente não exerce autoridade sobre duas históricas áreas extra-paroquiais, do Templo Médio e do Templo Inner, que são vizinhas de dois enclaves do Inns of Court, a oeste da cidade. Algumas funções estatutárias da Corporação são alargar a estas duas áreas.